# حجر المير (الربع الفوقي)
حجر المير هي إحدى مشيخات المملكة المغربية، تتبع جغرافيا لإقليم تازة وإداريًا لالربع الفوقي. يقدر عدد سكانها بـ 5345 نسمة حسب الإحصاء الرسمي للسكان والسكنى لسنة 2004.